# Regatta: Kimi to ita eien
Regatta: Kimi to ita eien è una serie televisiva giapponese del 2006 tratta dal manga di Hara Hidenori.

## Trama
Makoto Ozawa è il miglior rematore della sua squadra dell'università. In seguito alla morte del suo migliore amico di cui si sente responsabile, Makoto decide di lasciare la squadra ed è solamente per l'insistenza dei suoi compagni che ci ripensa. Il giovane decide quindi di dare tutto se stesso per realizzare il suo più grande sogno: partecipare alle olimpiadi.